# Belleydoux
Belleydoux es una comuna francesa situada en el departamento de Ain, en la región de Auvernia-Ródano-Alpes.

## Demografía
| 314 | 250 | 200 | 222 | 232 | 277 | 306 |
| Para los censos de 1962 a 1999 la población legal corresponde a la población sin duplicidades (Fuente: INSEE [Consultar]) |     |     |     |     |     |     |